# بیورن ویکل
بیورن ویکل (انگلیسی: Björn Weikl؛ زادهٔ ۹ فوریهٔ ۱۹۷۷) بازیکن فوتبال اهل آلمان است.
از باشگاه‌هایی که در آن بازی کرده‌است می‌توان به اشپورت فقاند زیگن و باشگاه فوتبال فورتونا دوسلدورف اشاره کرد.